# Madeleine Lindberg
Gärd Madeleine Lindberg (ur. 2 marca 1972 w Västerås) – szwedzka kolarka szosowa, brązowa medalistka mistrzostw świata.

## Kariera
Największy sukces w karierze Madeleine Lindberg osiągnęła w 2000 roku, kiedy zdobyła brązowy medal w wyścigu ze startu wspólnego podczas mistrzostw świata w Plouay. W zawodach tych wyprzedziły ją jedynie Białorusinka Zinaida Stahurska oraz Holenderka Chantal Beltman. W 1992 roku wystartowała na igrzyskach olimpijskich w Barcelonie, gdzie zajęła 38. miejsce w tej samej konkurencji. Na rozgrywanych dwanaście lat później igrzyskach w Atenach wyścig ze startu wspólnego ukończyła na 49. pozycji. Kilkakrotnie zdobywała medale mistrzostw krajów nordyckich, w tym złoty w drużynowej jeździe na czas w 1993 roku. Kilkakrotnie zdobywała medale szosowych mistrzostw kraju, w tym siedem złotych.